# Warcraft: The Board Game
Warcraft: The Board Game – gra planszowa osadzona w świecie fantasy i stanowiąca część uniwersum Warcraft, która została stworzona przez Kevina Wilsona w 2003 roku.
Warcraft: The Board Game wykorzystuje planszę złożoną z kilkunastu elementów, na której kładzie się żetony. Rozgrywka odbywa się przy użyciu kości, kart do gry reprezentujących poszczególne zaklęcia i figurek wykonanych z drewna. Gracze kolejno wykonują ruchy, wydobywając surowce, wznosząc kolejne budynki i szkoląc nowe jednostki. Rozgrywka jest podzielona na fazy, które determinują możliwości działania graczy. Dostępne są cztery rasy: orki, ludzie, nieumarli i elfy. Celem gry jest budowa bazy oraz zniszczenie siedzib sił przeciwnika.
Warcraft: The Board Game została pozytywnie przyjęta przez graczy, którzy jako jej zalety wskazywali wierność uniwersum, staranność wykonania, czytelne zasady, długi czas gry i wysoką grywalność.